# شاکاو، بوتسوانا
شاکاو (به انگلیسی: Shakawe) شهری در ناحیهٔ شمال غربی کشور بوتسوانا است که در سال ۲۰۰۰ میلادی ۷٬۸۷۴ نفر جمعیت داشته که از این تعداد، ۳٬۶۳۲ نفر مرد و ۴٬۲۴۲ نفر زن بوده‌اند.